# Roteiro
Adidas Roteiro je oficiální míč vytvořený pro EURO 2004. Slovo Roteiro pochází z portugalštiny a znamená zhruba něco jako cesta. Stejné jméno měl zápisník Vasco da Gamy při jeho objevných plavbách. Míč byl vyroben firmou Adidas a poprvé představen veřejnosti v Lisabonu v Portugalsku 1. prosince 2003.

## Technologie
Tento míč byl vyroben z přírodního latexu pomocí technologie tepelného opracování (bez použití švů), což znamenalo, že míče měly mít stejné a konstantní vlastnosti a navíc měly přinést nové zážitky z hraní fotbalu. Pro EURO 2004 bylo vyrobeno celkem 2 300 kusů míčů.

## Ohlasy
Míč, který byl vyroben revoluční technologií a měl být vrcholem výroby fotbalových míčů, však nesklidil velké nadšení u hráčů. Byl označen jako nepohodlný ke střele a prý často měnil směr, což z něj však činilo past na brankáře.